# Etsi non displaceat
Etsi non displaceat was een pauselijke bul, uitgevaardigd in 1205 door paus Innocentius III, waarin hij de Franse koning Filips II opriep maatregelen te nemen tegen alle mensen die op de grondgebieden woonde waarover hij heerste die de Joodse geloofsovertuigeing aanhingen, wegens wangedrag.
Innocentius III beschuldigde de Joden van arrogantie, het bezitten van christelijke slaven, woekering en godslastering. 
In een bul van bijna een eeuw eerder, Sicut Judaeis uit 1120 werd tot acceptatie van Joden opgeroepen als reactie op de massamoorden op Joodse mensen tijdens de eerste kruistocht.
Op de bul Etsi non desplaceat zouden nog andere volgen, waarin de kerk zich fel uitliet tegen het Jodendom, onder andere:
- In generali concilio, oproep tot uitvoer van maatregelen tegen de Joden zoals bepaald tijdens het Vierde Lateraans Concilie (onder andere dragen van speciale kleding)
- Turbato corde, beschuldiging van de Joden die de christenen zouden willen bekeren naar hun geloof